# Le Buisson-de-Cadouin
Le Buisson-de-Cadouin település Franciaországban, Dordogne megyében. Lakosainak száma 1954 fő (2022. január 1.). Le Buisson-de-Cadouin Alles-sur-Dordogne, Montferrand-du-Périgord, Bouillac, Calès, Coux-et-Bigaroque-Mouzens, Molières, Saint-Chamassy, Siorac-en-Périgord, Urval, Saint-Avit-Sénieur és Trémolat községekkel határos.

## Népesség
A település népességének változása:
| Lakosok száma | 1528 | 2182 | 2003 | 2114 | 2073 | 1999 | 1954 | 1927 | 1936 | 1954 |
|               | 1968 | 1982 | 1990 | 2006 | 2013 | 2015 | 2017 | 2019 | 2020 | 2022 |